# Palpitation
Palpitation (latin palpitare, spritta, klappa) är medicinsk term för hjärtklappning som innebär en snabbare hjärtverksamhet än normalt. Hjärtklappning uppkommer till exempel ibland i samband med ansträngning, bland annat hos friska såsom normal anpassning efter de ökade kraven på blodcirkulationen eller hos nervösa personer.
Palpitation är ett mentalt tillstånd av uppmärksamhet på onormal hjärtverksamhet, vilket yttrar sig kognitivt genom en överdriven medvetenhet om hjärtslagen. Palpitation kan både uppstå för att hjärtat slår för långsamt, alternativt för fort, eller om det slår oregelbundet, alternativt normalt. Det kan även bero på dubbelslag.
Palpitationer beror således inte alltid på en hjärtsjukdom. De kan uppstå också vid hormonrubbningar av adrenalin eller tyreoideahormoner, syrebrist, fysisk utmattning, vid förgiftning av alkohol eller droger, eller vid ångest eller panikattacker.
Det finns tre huvudtyper av palpitationer:
1. Hyperdynamisk cirkulation, som vid giftstruma, graviditet, anemi, med mera.
2. Påslag i sympatiska nervsystemet, som vid hypoglykemi, panikångest, somatoform autonom dysfunktion, hjärtsvikt, hypoxi, med mera.
3. Arytmier.

Till symtomen hör ofta svimningskänslor, andningssvårigheter och yrsel. Arytmier kan också uppstå sekundärt av palpitationerna eller förvärras av den oro som de kan framkalla.